# Rat Race
Rat Race (titulada Ratas a la carrera en España y El Mundo está loco, loco en Hispanoamérica) es una película estadounidense de comedia de 2001 dirigida por Jerry Zucker y protagonizada por un reparto coral formado por Rowan Atkinson, Whoopi Goldberg, Cuba Gooding, Jr., Jon Lovitz, Lanai Chapman, Seth Green, Kathy Najimy, Vince Vieluf, John Cleese, Breckin Meyer, Kathy Bates, Wayne Knight, Dean Cain y Amy Smart.
La trama de la película gira en torno a seis personas que emprenden una carrera de 918 km (563 millas) desde un casino de Las Vegas hasta la estación de tren de Silver City, Nuevo México, donde se encuentra una consigna que contiene una bolsa con 2 millones de dólares, propiedad del primero en llegar. Sin saberlo, los participantes forman parte también de una apuesta por parte de unos magnates ricos. El argumento es similar al de la película de 1963 El mundo está loco, loco, loco.
Elmer Bernstein compuso para la película música que después no se emplearía.

## Argumento
Donald Sinclair (John Cleese), el excéntrico dueño del hotel-casino The Venetian de Las Vegas, pone en práctica un nuevo juego para entretener a los ricos magnates que visitan su hotel. Seis monedas de oro son introducidas en máquinas tragamonedas al azar, y las personas que las encuentran son reunidas en una sala, donde Sinclair les propone una oportunidad única en la vida: hay 2 millones de dólares en una bolsa roja dentro de un casillero en la estación de tren de Silver City, Nuevo México. Cada participante recibe una llave del casillero, y el primero que consiga llegar se los queda. Solo hay una regla: es una carrera sin reglas. Sin que los competidores lo sepan, los socios millonarios de Sinclair hacen apuestas por ellos para ganar dinero, siguiéndoles la pista mediante transmisores colocados en la llave que tiene cada uno.
Los participantes son Nick Schaffer (Breckin Meyer), un joven abogado que ha ido a la despedida de soltero de un amigo y que no demuestra ningún interés por la susodicha carrera; Vera Baker (Whoopi Goldberg) y Merrill Jennings (Lanei Chapman), madre e hija que llevan sin verse desde que Merrill era un bebé, y se reencuentran minutos antes de acudir a la reunión; Duane (Seth Green) y Blaine Cody (Vince Vieluf), dos hermanos tramposos y egocéntricos que intentan sacar dinero de donde sea; Owen Templeton (Cuba Gooding, Jr.), un árbitro que hizo trampas al lanzar una moneda en un partido de fútbol americano en Dallas, desatando la ira de los aficionados; Randy Pear (Jon Lovitz), un judío padre de familia que baja a jugar a las tragamonedas en secreto, ya que su mujer, Bev (Kathy Najimy) se lo tiene prohibido; y Enrico Pollini (Rowan Atkinson) un turista italiano narcoléptico y sin familia.
Todos pretenden ir en avión, pero Duane y Blaine, al ver que no consiguen pasajes porque todos los vuelos ya están llenos, destrozan el radar del aeropuerto para que los demás no puedan volar, provocando que todo el tráfico aéreo de Las Vegas quede suspendido, y después deciden hacer una copia de la llave e ir por separado para tener más posibilidades de ganar. El cerrajero, Lloyd (Silas Weir Mitchell), les escucha hablar del dinero, se queda la llave y escapa en un globo aerostático. Los hermanos le persiguen con su coche, y una soga con un lazo se queda colgando del globo y Duane se agarra a ella. El globo pasa por un campo donde hay vacas pastando, y la soga atrapa a una vaca por la pata, llevándola colgando del globo también. Al final, el coche con Blaine va a parar a un lago y Duane se tira al lago también tras recuperar la llave. Los hermanos sufren más tarde un accidente y acaban en medio de una carrera de camiones monstruo, donde su coche queda destrozado. Roban un camión monstruo y continúan hacia Silver City.
El coche de Merrill y Vera se estrella debido a las malas indicaciones que les da una demente vendedora de ardillas (Kathy Bates). Roban un coche-cohete con el que atraviesan el desierto hasta que se queda sin combustible, y mareadas por la velocidad se suben a un autobús lleno de pacientes de un hospital psiquiátrico que se dirige a Silver City.
Owen se dirige en taxi al aeropuerto, y el taxista, Gus (Paul Rodríguez), es un fanático del equipo de Dallas que ha perdido 20.000 dólares por culpa de la mala decisión arbitral de Owen. Al principio no le reconoce, pero cuando se cancelan todos los vuelos Owen decide continuar en el mismo taxi hasta Silver City, y Gus, que ha descubierto quién es Owen, aprovecha la oportunidad de tenerle otra vez en sus manos para abandonarle en medio del desierto en ropa interior. Owen consigue llegar agotado al servicio de un bar, le roba la ropa a un conductor de autobús que había allí y se dispone a ejercer de conductor él mismo. Sin embargo, cuando ya es demasiado tarde, se da cuenta de que el autobús está lleno de mujeres vestidas como Lucille Ball que se dirigen a una convención de I Love Lucy, y que le incomodan el trayecto. A las afueras de Silver City, el autobús choca con la vaca que va colgada de la cuerda del globo, causando que una de las ruedas se pinche y el autobús finalmente caiga de lado. Desesperado, Owen confiesa que no es el verdadero conductor, haciendo que las mujeres le persigan y tenga que huir a pie. Cuando consigue escapar, roba la ropa de un espantapájaros y un caballo y continúa la carrera.
La familia Pear, de origen judío, visita por error un museo dedicado al militar nazi Klaus Barbie pensando que era un museo dedicado a la muñeca del mismo nombre. Mientras están en el museo, los hermanos Cody sabotean su coche, y los Pear roban el Mercedes-Benz 770 de Adolf Hitler expuesto en el museo. Randy insulta sin querer a un grupo de motoristas, haciendo que estos ataquen el coche, haciéndoles salir de la carretera y acabar en medio de una reunión de veteranos de la Segunda Guerra Mundial que les toman por nazis al ver a Randy saliendo del coche de Hitler con un aspecto que recuerda al del dictador. En un restaurante, Randy revela a su familia el verdadero motivo del viaje, la carrera, en lugar de un nuevo trabajo de "tinta para estilográficas" que se había inventado como excusa para ir y quedarse con el dinero él solo. Su familia no desea continuar el viaje, por lo que Randy los duerme con píldoras para dormir y los sube a bordo de un camión para continuar hacia Silver City.
Nick no tiene interés en la carrera hasta que conoce a Tracy Faucet (Amy Smart), una piloto de helicóptero que puede volar a pesar de la cancelación de los vuelos y le ofrece llevarle a Nuevo México en su helicóptero. De camino pasan por la casa del novio de Tracy, Shawn (Dean Cain), a quien sorprenden con su exnovia y Tracy le persigue en el helicóptero. El motor se avería y Nick y Tracy roban el coche de Shawn para continuar el viaje.
Enrico se queda dormido en el hotel antes de comenzar la carrera, para desesperación de los que han apostado por él, pero despierta horas más tarde cuando un niño le pregunta si está muerto, y sigue con su ilusión de llegar primero. Es atropellado por una ambulancia conducida por Zack (Wayne Knight), que está transportando hasta El Paso un corazón humano para un trasplante, y le ofrece llevarle a Silver City para compensarle. Cuando Zack le muestra el corazón, a Pollini se le resbala y se le cae por la ventanilla. Un perro lo recoge y Pollini se pone a jugar con él tirándoselo para que lo atrape, hasta que el perro muere electrocutado por una verja electrificada. El corazón queda inservible y lleno de mordiscos, y como Zack no puede llegar a El Paso sin un corazón, decide matar a Pollini y sacarle el suyo, aprovechando que no tiene familia y nadie le echará en falta. Pollini logra escapar saltando a un tren en marcha, y Zack toca sin querer la verja electrificada mientras sujeta el corazón con la otra mano, haciendo que este empiece a latir.
Sinclair y sus socios apuestan sobre cualquier cosa, como cuánto puede llegar a cobrar una prostituta llamada Vicky a cambio de las extravagantes exigencias del Sr. Grisham, el insulso abogado de Sinclair. Cuando más tarde suben a un reactor privado, apuestan incluso quién de ellos vomitará primero debido a las turbulencias.
Los participantes llegan finalmente a Silver City, la mayoría de ellos corriendo a pie hacia la estación. Pollini es paradójicamente el primero en llegar, a pesar de haber empezado la carrera con mucho retraso respecto de los demás, pero al meter la llave en la cerradura vuelve a quedarse dormido. Cuando los demás llegan, se pelean al intentar abrir el casillero todos a la vez, y cuando uno de ellos lo logra, descubren que está vacío. Grisham y Vicky se disponen a huir con el dinero en coche, pero en ese momento, el globo en el que van Lloyd y la vaca aterriza sobre ellos. Lloyd intenta quedarse con el dinero atando la bolsa a la soga del globo, pero se le va de las manos, y al final tienen un accidente.
Los participantes roban un autobús para perseguir el globo con la bolsa, acordando que se repartirán el dinero, pero el globo aterriza en un concierto benéfico de Smash Mouth para recaudar fondos contra el hambre en el mundo. Finalmente, con mayor o menor entusiasmo, todos deciden donar el dinero a los niños hambrientos, que les agradecen con entusiasmo su aportación diciendo que son como "los doce apóstoles". Cuando Sinclair y sus socios aparecen, Nick cuenta que la idea del dinero fue de ellos y que están dispuestos a donar la misma cantidad que se recaude en el concierto. Sinclair solloza mientras ve impotente como la recaudación de donativos no para de incrementarse a toda velocidad, y la película termina con los corredores cantando y bailando All Star junto a los Smash Mouth, recibiendo las ovaciones del público del concierto.

## Reparto

### Protagonistas
- Enrico Pollini (Rowan Atkinson)
- Donald Sinclair (John Cleese)
- Vera Baker (Whoopi Goldberg)
- Merril Jennings (Lanei Chapman)
- Owen Templeton (Cuba Gooding, Jr.)
- Duane Cody (Seth Green)
- Blaine Cody (Vince Vieluf)
- Nick Schaffer (Breckin Meyer)
- Tracy Faucet (Amy Smart)
- Randy Pear (Jon Lovitz)
- Bev Pear (Kathy Najimy)
- Jason Pear (Brody Smith)
- Kimberly Pear (Jillian Marie Hubert)

### Secundarios
- Zack (Wayne Knight)
- Mr. Grisham (Dave Thomas)
- Lloyd (Silas Weir Mitchell)
- Shawn (Dean Cain)
- Gus (Paul Rodríguez)
- Vendedora de ardillas (Kathy Bates)
- Vicky (Brandy Ledford)
- Steven Harwell (Él mismo)
- Gloria Allred (Ella misma)

## Recepción
La película recaudó 55.8 millones de dólares en la taquilla estadounidense y 86.6 millones de dólares a nivel mundial. La cinta recibió críticas regulares por parte de los críticos, y cuenta con un 43% de índice de audiencia positivo en el sitio web especializado Rotten Tomatoes.